# 奧列斯托皮利
47°57′13″N 36°27′10″E / 47.95361°N 36.45278°E
奧列斯托皮利（烏克蘭語：Орестопіль），是烏克蘭的村落，位於該國中部第聶伯羅彼得羅夫斯克州，由波克羅夫西克區負責管轄，處於沃夫恰河左岸，分別距離沃夫切3.5公里和新謝利夫卡5公里，始建於1783年，面積1.57平方公里，海拔高度108米，2001年人口574。